# Moord zonder lijk, lijk zonder moord
Moord zonder lijk, lijk zonder moord is het achtste boek uit de reeks Grijpstra en De Gier, geschreven door Janwillem van de Wetering.
Het boek is uitgegeven in 1983 door Bruna. Het eerste deel is eerder zelfstandig uitgegeven als De verdachte Verheugt, het boekenweekgeschenk uit 1980.

## Verhaal
Het duo Grijpstra en De Gier wordt geconfronteerd met een verdwenen vrouw en een lijk in een auto: beide gevallen leiden naar een bekend café in de binnenstad, waarvan de waard een hand heeft in veel wat zich aan de zelfkant in Amsterdam afspeelt.